# Sarai Tzuriel

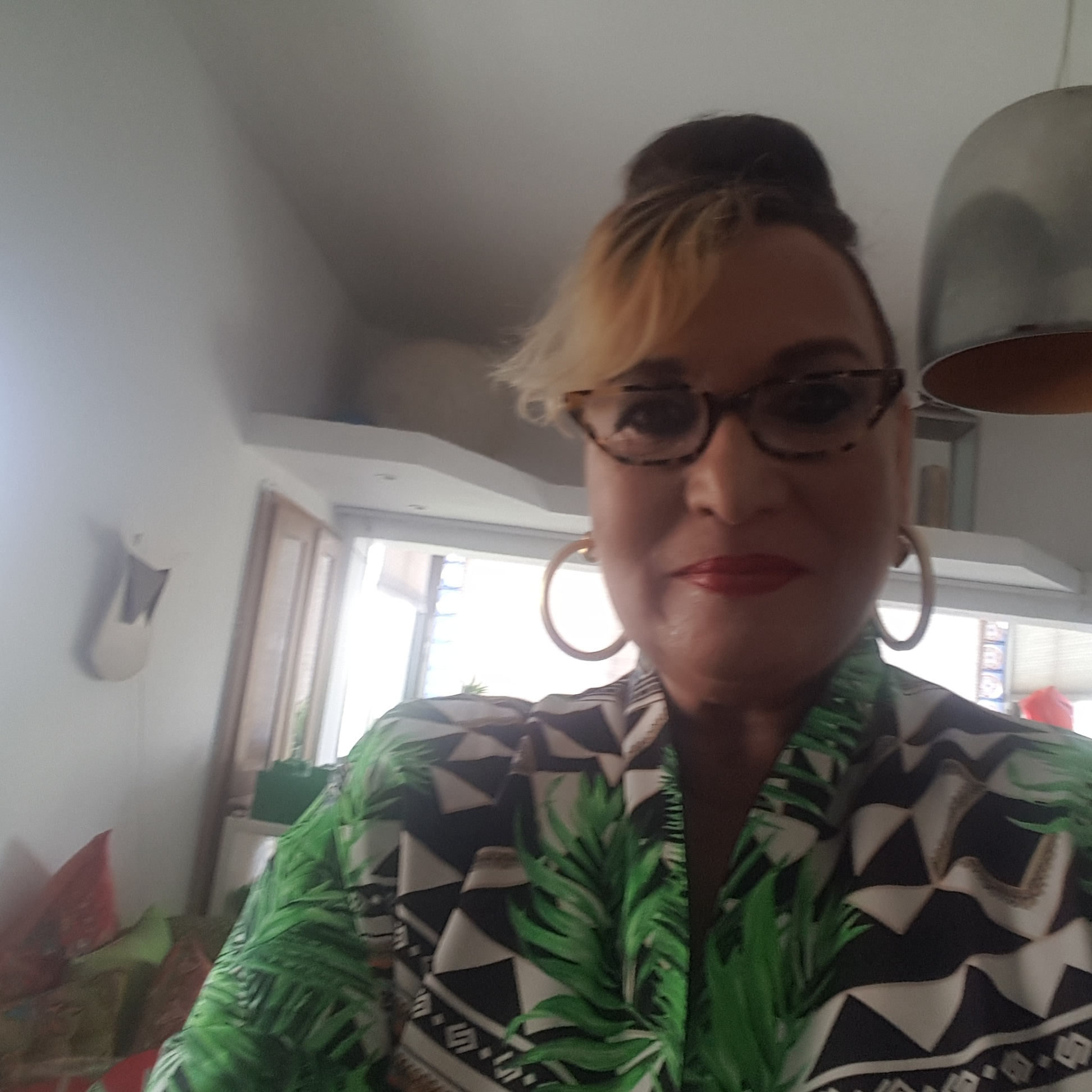
Sarai Tzuriel, 2018

Sarai Tzuriel (hebräisch שרי צוריאל; * 24. Dezember 1952) ist eine israelische Sängerin und Schauspielerin.

## Leben und Wirken
Nach ihrem Wehrdienst studierte sie Literatur und Theater in Tel Aviv-Jaffa. Ab Mitte der 1970er Jahre wurde sie als Theater-Schauspielerin tätig. In den 1980er Jahren war sie öfters im israelischen Kinderfernsehen zu sehen. Sie steckte für drei Jahre im (Ganzkörper-)Kostüm des Igels Kippi Ben Kippod, der damals bekanntesten Figur aus der israelischen Sesamstraße. Zusätzlich sang sie immer wieder Musik für Kinder ein.
Zusammen mit Moti Giladi war sie Siegerin des israelischen Vorentscheids und durfte daher beim Eurovision Song Contest 1986 in Norwegen für ihr Land antreten. Mit dem Poptitel Yavoh yom musste sich das Duo jedoch mit dem zweitletzten Platz zufriedengeben.